# حفوز
حفوز إحدى مدن الجمهورية التونسية، وهي مقر لمعتمدية تابعة لولاية القيروان.

## تسميتها
حملت إسم "أكواريجيا" في العهد الروماني نسبة إلى الثورة المائية التي تتمتع بها،ثم كانت تسمى عين الكعبي، ثم بمقتضى أمر علي مؤرخ في 17 ماي 1902 أصبحت تسمى بيشون (بالفرنسية: Pichon)‏ تكريما للمقيم العام الفرنسي بتونس إيتيان بيشون (بالفرنسية: Étienne Pichon)‏ الذي تولى الإقامة العامة فيما بين عامي 1901 و1907. ثم حملت اسمها الحالي بعد الاستقلال.

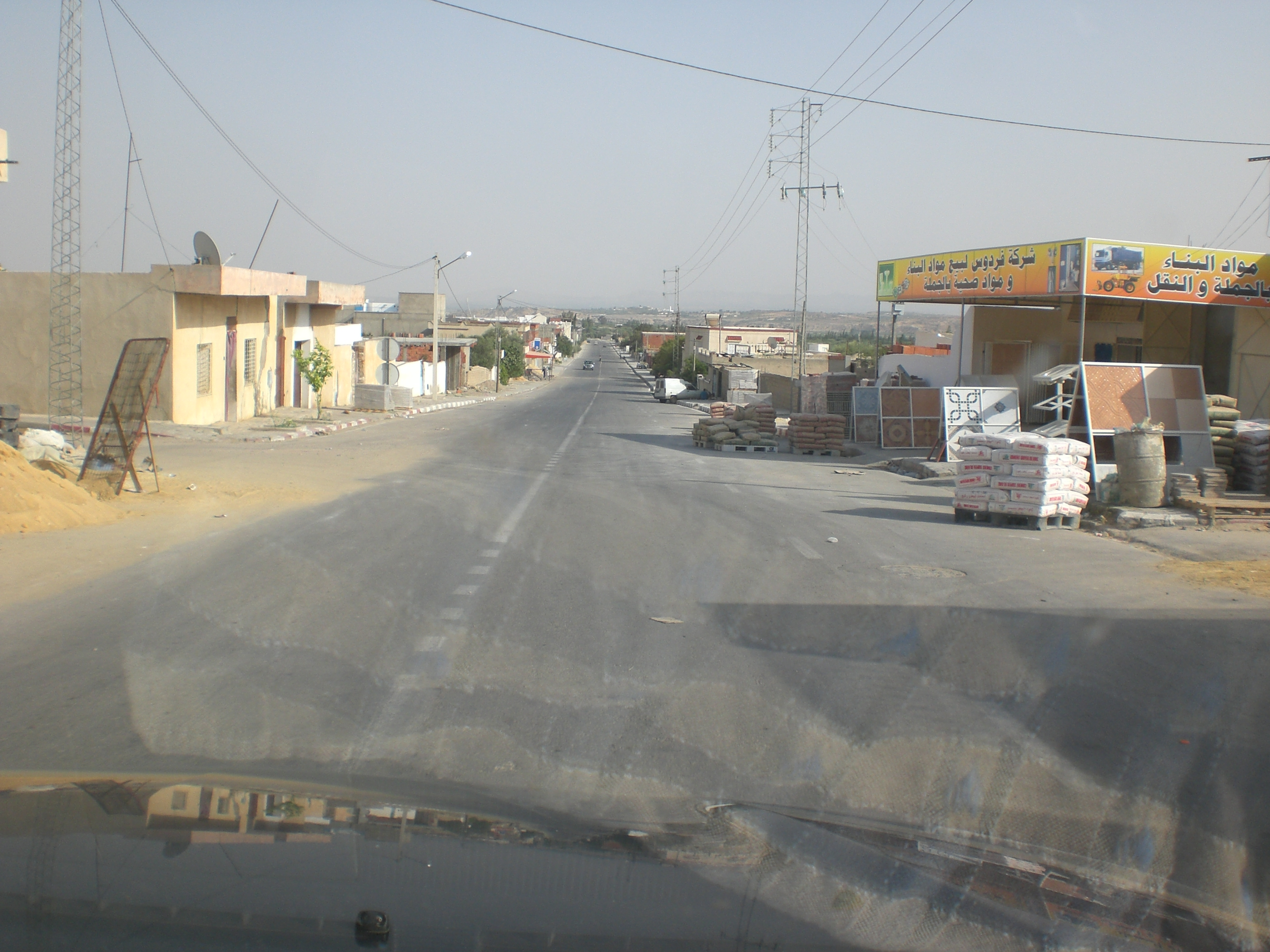
الشارع الرئيسي لمدينة حفوز

## جغرافيتها
تقع مدينة حفوز في الوسط الغربي للبلاد التونسية و تحديدا غرب ولاية القيروان بالسباسب السفلى تمتد على مساحة 3576.5 هك أي 357.65 كم مربع و يمسح فضاؤها البلدي حوالي 280.7 هك يقطنها 27110 ساكن منهم 8429 ساكن بالمنطقة البلدية " حسب المعهد الوطني للإحصاء 2014".
و تتميز بطقس شبه قاري حار في الصيف و بارد في الشتاء, يحدها شرقا معتمدية الشبيكة و غربا معتمدية العلا شمالا معتمدية الوسلاتية و جنوبا نصر الله و حاجب العيون و الحال أن المدينة لا تبعد عن ولاية القيروان إلا 40 كم.

## إقتصادها
على الصعيد الفلاحي عرفت المنطقة بوفرة إنتاج الزيتون،إذ يعد النشاط الفلاحي الأول في المنطقة بالإضافة إلى الأشجار المثمرة،و تحتوي المنطقة على عدد كبير من معاصر الزيتون.
أما على الصعيد الصناعي فقد عرفت المنطقة بكثرة معامل المياه المعدنية إضافة إلى مصنع للمراوح الكهربائية و الحقائب البلاستيكية.

## أعلام المدينة
- صلاح الدين مالوش (4 جوان 1956)، سياسي، شغل منصب وزير التجهيز من 29 أغسطس 2008 إلى 27 يناير 2011.[3]
- الصادق السالمي :حكم كرة قدم دولي
- ربيع الحمري
- نزار العيساوي

## مواضيع ذات علاقة
- ولاية القيروان.